# Frank Becton
Francis Becton, detto Frank (Preston, 28 ottobre 1873 – Preston, 6 novembre 1909), è stato un calciatore inglese, di ruolo attaccante.

## Biografia
Frank Becton è morto il 6 novembre 1909 all'età di 36 anni dopo aver contratto la tubercolosi.

## Carriera

### Club
Becton inizia la propria carriera calcistica con indosso la maglia del Preston North End, con cui colleziona in quattro annata un totale di 87 presenze e 37 reti segnate. Nel marzo del 1895 approda al Liverpool, vincendo il campionato di Second Division alla sua prima stagione di militanza. Dopo due anni in First Division con la maglia dei Reds, viene acquistato dallo Sheffield Utd, con cui si aggiudica a fine stagione il titolo di FA Cup 1898-1899. Dopo una parentesi al Bedminster, fa ritorno al Preston North End, con cui mette a segno 9 reti in 26 presenze. Successivamente giocò per Swindon Town, Nelson FC, Ashton Town e New Brighton Tower, ritirandosi precocemente nel 1904 a causa di problemi di salute.

### Nazionale
Becton esordisce in nazionale il 9 marzo 1895, segnando una doppietta in un match contro l'Irlanda del Nord valido per il Torneo Interbritannico.

## Palmarès

### Club

#### Competizioni nazionali
- Coppa d'Inghilterra: 1

Sheffield United: 1898-1899
- Campionato inglese di seconda divisione: 1

Liverpool: 1895-1896